# Papier cartonné
 (février 2015).
Si vous disposez d'ouvrages ou d'articles de référence ou si vous connaissez des sites web de qualité traitant du thème abordé ici, merci de compléter l'article en donnant les références utiles à sa vérifiabilité et en les liant à la section « Notes et références ».

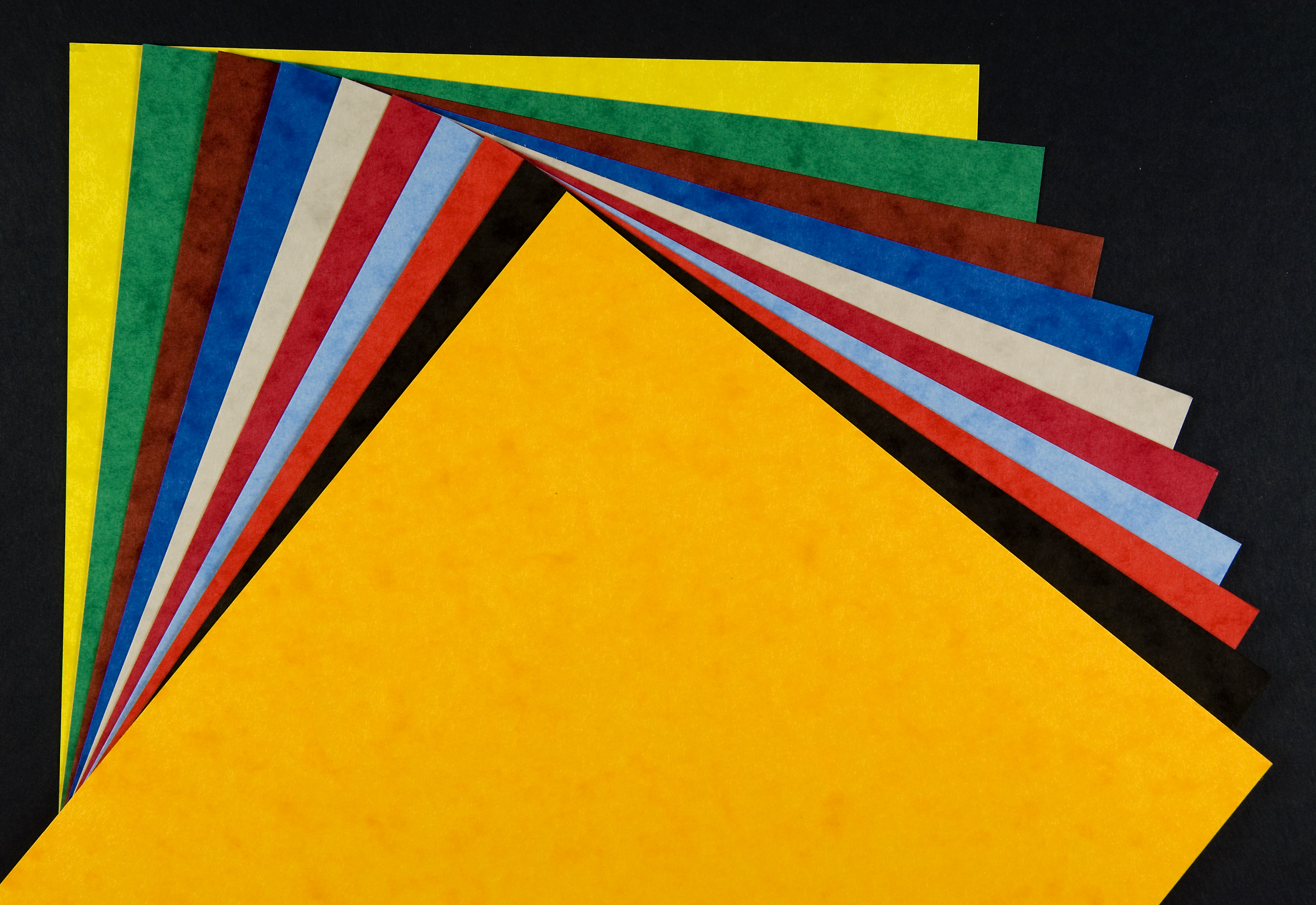
du papier cartonné de différentes teintes

Le papier cartonné ou simplement carte est une feuille de papier semblable à du carton fin.
Il est très utilisé pour les pochettes de disque vinyle ou les couvertures de livres empaquetées de paquets de feuilles, ou plus généralement dans les emballages pour son aspect économique et léger, mais plus résistant que le papier. Les imprimeurs de livres parlent de carte à propos des grammages supérieurs à 150 g.
Il est également souvent utilisé pour les tickets de transports ou les cartes de visites, du fait de sa finesse par rapport au carton, mais sa rigidité face au papier.
Le papier cartonné est également utilisé dans le domaine des beaux-arts, parfois entoilé, notamment pour des œuvres à la gouache ou à l'acrylique, plus rarement à l'huile.
Le papier cartonné peut être couché, comme dans les cartes à jouer ou cartes de visites, non-couché, comme dans le papier bristol, soit couché d'un seul côté.